# Mon Repos (Willemstad)
Mon Repos – dzielnica (wijk) miasta Willemstad oraz osada (buurt) w dystrykcie Willemstad, w kraju autonomicznym Curaçao, należącym do Holandii, w Ameryce Południowej. 20 października 2023 r. liczyła 3433 mieszkańców.  

## Osady
W skład dzielnicy wchodzi dziesięć osad (buurt):
| Lp. | Nazwa                        | Powierzchnia km² | Liczba mieszkańców |
| --- | ---------------------------- | ---------------- | ------------------ |
| 1.  | Bijgelegen                   | 0,14             | 280                |
| 2.  | Chango bij Groot Kwartier    | 0,06             | 109                |
| 3.  | Matancia bij Groot Kwartier  | 0,24             | 319                |
| 4.  | Mon Repos                    | 0,19             | 352                |
| 5.  | Nooit Gedacht                | 0,13             | 346                |
| 6.  | Rooi Indjan                  | 0,06             | 79                 |
| 7.  | Rust En Vrede bij Brievengat | 0,04             | 131                |
| 8.  | Trai Seru                    | 0,69             | 862                |
| 9.  | Vergenoegd                   | 0,06             | 74                 |
| 10. | Weis                         | 0,44             | 807                |